# 무라시마 미유
무라시마 미유(일본어: 村島 未悠, 1998년 8월 27일~)는 일본의 그라비아 아이돌이자, 기수, 배우이다.